# Mistrzostwa Polski Seniorów w Lekkoatletyce 1967
43. Mistrzostwa Polski Seniorów w Lekkoatletyce – zawody, które rozgrywane były w Chorzowie na Stadionie Śląskim między 17 a 20 sierpnia 1967.

## Rezultaty
| NR – rekord Polski \| SB – najlepszy wynik w sezonie \| PB – rekord życiowy |

### Mężczyźni
| Konkurencja:                  | 1. miejsce                                                                      | Rezultat  | 2. miejsce                                                                  | Rezultat  | 3. miejsce                                                               | Rezultat  |
| Bieg na 100 m                 | Wiesław Maniak Pogoń Szczecin                                                   | 10,5      | Edward Romanowski Legia Warszawa                                            | 10,6      | Henryk Ciecióra Stal Radomsko                                            | 10,6      |
| Bieg na 200 m                 | Jan Werner AZS Warszawa                                                         | 21,0      | Adam Kaczor Orkan Poznań                                                    | 21,5      | Edward Romanowski Legia Warszawa                                         | 21,6      |
| Bieg na 400 m                 | Andrzej Badeński Legia Warszawa                                                 | 46,7      | Jan Balachowski Cracovia                                                    | 47,5      | Edmund Borowski Zawisza Bydgoszcz                                        | 47,5      |
| Bieg na 800 m                 | Henryk Szordykowski Wawel Kraków                                                | 1:49,5    | Eryk Żelazny Zawisza Bydgoszcz                                              | 1:49,7    | Piotr Wojciechowski Warta Poznań                                         | 1:49,9    |
| Bieg na 1500 m                | Witold Baran Zawisza Bydgoszcz                                                  | 3:51,4    | Roman Tkaczyk Olimpia Poznań                                                | 3:52,0    | Bolesław Kowalczyk Zawisza Bydgoszcz                                     | 3:52,3    |
| Bieg na 5000 m                | Roland Brehmer Start Katowice                                                   | 14:12,4   | Henryk Piotrowski Lotnik Warszawa                                           | 14:14,6   | Kazimierz Zimny Lechia Gdańsk                                            | 14:17,8   |
| Bieg na 10 000 m              | Mieczysław Korzec Górnik Brzeszcze                                              | 29:31,0   | Zdzisław Bogusz Warszawianka                                                | 29:38,8   | Czesław Wajda Spójnia Gdańsk                                             | 29:44,2   |
| Maraton                       | Edmund Klecha Wybrzeże Gdańsk                                                   | 2:34:27,5 | Andrzej Kempa Lumel Zielona Góra                                            | 2:35:46,2 | Michał Wójcik Śląsk Wrocław                                              | 2:37:15,2 |
| Bieg na 110 m przez płotki    | Adam Kołodziejczyk Cracovia                                                     | 14,1      | Marian Chruściel Górnik Wałbrzych                                           | 14,3      | Cezary Kuleszyński Hutnik Nowa Huta                                      | 14,5      |
| Bieg na 400 m przez płotki    | Stanisław Gubiec Górnik Zabrze                                                  | 51,2      | Wilhelm Weistand Górnik Zabrze                                              | 51,3      | Tadeusz Kulczycki Orkan Poznań                                           | 51,9      |
| Bieg na 3000 m z przeszkodami | Wolfgang Luers Lechia Gdańsk                                                    | 8:46,4    | Edward Szklarczyk Zawisza Bydgoszcz                                         | 8:47,4    | Stanisław Śmitkowski Oleśniczanka                                        | 8:49,2    |
| Sztafeta 4 × 100 m            | Warszawa Wojciech Rychlewski Marek Cieciera Zenon Nowosz Edward Romanowski      | 40,7      | Poznań Adam Kaczor Stanisław Szudrowicz Gerard Gramse Tadeusz Jaworski      | 41,0      | Gdańsk Jan Kobuszewski Lech Chludziński Stanisław Zieliński Harry Pionke | 41,4      |
| Sztafeta 4 × 400 m            | Bydgoszcz Mirosław Jankowski Eugeniusz Predela Edmund Borowski Waldemar Korycki | 3:14,0    | Poznań Tomasz Kawaler Tadeusz Kulczycki Jarosław Marcinkowski Marek Walczak | 3:15,4    | Katowice Henryk Lis Waldemar Pacha Józef Dudzik Krystian Witowski        | 3:15,6    |
| Chód na 20 km                 | Andrzej Czapliński Wybrzeże Gdańsk                                              | 1:27:30,8 | Edmund Paziewski Konradia Gdańsk                                            | 1:28:29,8 | Eugeniusz Rogowski Konradia Gdańsk                                       | 1:30:43,8 |
| Skok wzwyż                    | Edward Czernik Lumel Zielona Góra                                               | 2,06      | Stefan Szwarczewski Gwardia Wrocław                                         | 2,03      | Zdzisław Kania AZS Wrocław                                               | 2,03      |
| Skok o tyczce                 | Waldemar Węcek Śląsk Wrocław                                                    | 4,80      | Krzysztof Piątkowski Polonia Warszawa                                       | 4,70      | Bogdan Markowski Górnik Zabrze                                           | 4,70      |
| Skok w dal                    | Andrzej Stalmach Górnik Zabrze                                                  | 7,77      | Jan Kobuszewski Spójnia Gdańsk                                              | 7,51      | Jan Jaskólski Zawisza Bydgoszcz                                          | 7,50      |
| Trójskok                      | Józef Szmidt Górnik Zabrze                                                      | 16,84 SB  | Jan Jaskólski Zawisza Bydgoszcz                                             | 16,13     | Andrzej Puławski Gwardia Warszawa                                        | 16,06     |
| Pchnięcie kulą                | Władysław Komar Gwardia Warszawa                                                | 17,98     | Edmund Antczak Lechia Gdańsk                                                | 17,76     | Alfred Sosgórnik Górnik Zabrze                                           | 17,67     |
| Rzut dyskiem                  | Zenon Begier Zawisza Bydgoszcz                                                  | 57,68     | Edmund Piątkowski Legia Warszawa                                            | 56,64     | Jerzy Klockowski Wybrzeże Gdańsk                                         | 50,60     |
| Rzut młotem                   | Zdzisław Smoliński Legia Warszawa                                               | 63,16     | Rajmund Niwiński Górnik Wałbrzych                                           | 62,02     | Olgierd Ciepły Zawisza Bydgoszcz                                         | 60,42     |
| Rzut oszczepem                | Władysław Nikiciuk Gwardia Warszawa                                             | 82,82     | Józef Głogowski AZS Warszawa                                                | 79,88     | Janusz Sidło Spójnia Warszawa                                            | 77,76     |
| Dziesięciobój                 | Tadeusz Grzegorzewski Legia Warszawa                                            | 7275 pkt. | Jerzy Detko Wybrzeże Gdańsk                                                 | 7161 pkt. | Piotr Kaczmarek Górnik Wałbrzych                                         | 7086 pkt. |

### Kobiety
| Konkurencja:              | 1. miejsce                                                               | Rezultat     | 2. miejsce                                                          | Rezultat  | 3. miejsce                                                                  | Rezultat  |
| Bieg na 100 m             | Irena Kirszenstein Polonia Warszawa                                      | 11,4         | Mirosława Sałacińska Budowlani Kielce                               | 11,7      | Urszula Styranka Gwardia Olsztyn                                            | 11,8      |
| Bieg na 200 m             | Mirosława Sałacińska Budowlani Kielce                                    | 24,2         | Wiesława Kowalska Piast Gliwice                                     | 24,9      | Władysława Kukwa ŁKS Łódź                                                   | 25,1      |
| Bieg na 400 m             | Czesława Nowak ŁKS Łódź                                                  | 55,1         | Danuta Sobieska Gwardia Olsztyn                                     | 56,4      | Janina Piórko Lechia Gdańsk                                                 | 56,5      |
| Bieg na 800 m             | Danuta Sobieska Gwardia Olsztyn                                          | 2:12,0       | Czesława Nowak ŁKS Łódź                                             | 2:12,4    | Teresa Jędrak Jagiellonia Białystok                                         | 2:13,2    |
| Bieg na 80 m przez płotki | Teresa Nowak Gwardia Warszawa                                            | 10,9         | Danuta Straszyńska AZS Kraków                                       | 10,9      | Teresa Sukniewicz Lotnik Warszawa                                           | 11,0      |
| Sztafeta 4 × 100 m        | Warszawa Maria Szczechowska Jadwiga Dudek Teresa Sukniewicz Teresa Nowak | 47,2         | Łódź Władysława Kukwa Anna Śmiechura Ewa Balcerzyk Urszula Styranka | 47,6      | Kraków Elżbieta Bieniek Anna Gurbała Małgorzata Misiorek Danuta Straszyńska | 48,1      |
| Skok wzwyż                | Maria Zielińska Wawel Kraków                                             | 1,60         | Danuta Berezowska AZS Kraków                                        | 1,60      | Wiesława Przybyszewska Spójnia Gdańsk                                       | 1,60      |
| Skok w dal                | Irena Kirszenstein Polonia Warszawa                                      | 6,39         | Mirosława Sałacińska Budowlani Kielce                               | 6,15      | Ryszarda Warzocha Skra Warszawa                                             | 6,14      |
| Pchnięcie kulą            | Eugenia Ciarkowska Wybrzeże Gdańsk                                       | 14,18        | Elżbieta Michalczak Polonia Warszawa                                | 14,07     | Bolesława Hodt Gwardia Olsztyn                                              | 13,87     |
| Rzut dyskiem              | Jadwiga Wojtczak AZS Warszawa                                            | 51,60        | Zyta Mojek Stal Mielec                                              | 50,10     | Bolesława Hodt Gwardia Olsztyn                                              | 48,28     |
| Rzut oszczepem            | Daniela Tarkowska AZS Poznań                                             | 56,38        | Lucyna Krawcewicz ŁKS Łódź                                          | 52,68     | Cecylia Bajer Naprzód Rydułtowy                                             | 51,12     |
| Pięciobój                 | Bożena Woźniak Skra Warszawa                                             | 4442 pkt. SB | Halina Krzyżańska LZS Mazowsze                                      | 4287 pkt. | Małgorzata Stepczyńska AZS Poznań                                           | 4263 pkt. |

## Biegi przełajowe
39. mistrzostwa Polski w biegach przełajowych rozegrano 23 kwietnia w Otwocku. Kobiety rywalizowały na dystansie 1,2 kilometra, a mężczyźni na 3 km, na 6 km i na 12 km.

### Mężczyźni
| Konkurencja:            | 1. miejsce                       | Rezultat | 2. miejsce                         | Rezultat | 3. miejsce                        | Rezultat |
| Bieg przełajowy (3 km)  | Henryk Szordykowski Wawel Kraków | 9:06,0   | Stanisław Podzoba Cracovia         | 9:06,8   | Henryk Piotrowski Lotnik Warszawa | 9:14,4   |
| Bieg przełajowy (6 km)  | Kazimierz Zimny Lechia Gdańsk    | 18:42,4  | Edward Stawiarz Wawel Kraków       | 18:44,0  | Czesław Wajda Spójnia Gdańsk      | 18:49,4  |
| Bieg przełajowy (12 km) | Henryk Szutko Calisia Kalisz     | 35:40,6  | Mieczysław Korzec Górnik Brzeszcze | 36:06,6  | Czesław Kołodyński Śląsk Wrocław  | 36:19,2  |

### Kobiety
| Konkurencja:             | 1. miejsce                      | Rezultat | 2. miejsce                          | Rezultat | 3. miejsce                  | Rezultat |
| Bieg przełajowy (1,2 km) | Danuta Sobieska Gwardia Olsztyn | 3:52,3   | Teresa Jędrak Jagiellonia Białystok | 3:52,4   | Janina Piórko Lechia Gdańsk | 3:54,4   |